# Balduin 3. af Jerusalem
Balduin 3. (1130 – 10. februar 1163) var konge af Jerusalem fra 1143 til 1163. Han var den ældste søn af Dronning Melisende og Kong Fulko af Jerusalem. Han blev konge, mens han stadig var barn, og blev først overskygget af sin mor Melisende, som han til sidst besejrede i en borgerkrig. Under hans regeringsperiode blev Jerusalem tættere allieret med det Det Byzantinske Rige, og Det 2. korstog forsøgte forgæves at erobre Damaskus. Balduin erobrede den vigtige egyptiske fæstning Ashkelon, men måtte også kæmpe mod Nur ad-Dins stigende magt i Syrien. Han døde barnløs og blev efterfulgt af sin bror Amalrik.

## Arvefølgen
Balduin 3. blev født i 1130, under hans morfar Balduin 2., en af de oprindelige korsfarere. Dette gjorde ham til den tredje generation, der regerede over Jerusalem. Balduins mor prinsesse Melisende var arving efter hendes far, Balduin 2. konge af Jerusalem. Balduin 3.'s far var Fulko af Anjou, den tidligere greve af Anjou. Kong Balduin 2. døde i en alder af 60, da hans barnebarn var et år gammel, hvilket førte til en magtkamp mellem Melisende og Fulko. Melisende hævdede sin ret til at herske som sin fars efterfølger, og Melisende og Fulko blev forsonede og fik et andet barn, Balduin 3.'s bror Amalrik. Balduin 3. var 13 år gammel, da hans far Fulko døde i en jagtulykke i 1143, og Balduin 3. blev kronet som medregent ved siden af sin mor, ligesom Melisende var blevet kronet sammen med sin far som hans arving. Alligevel viste Balduin ringe interesse for regeringsførelsens forviklinger.  

Med en kvinde og et barn, der herskede over Jerusalem, var den politiske situation noget anspændt. De nordlige korsfarerstater Tripoli, Antiochia og Edessa hævdede i stigende grad deres uafhængighed, og der var ingen konge til at påtvinge Jerusalems overherredømme, som Balduin 2. eller Fulko havde gjort. I den muslimske verden regerede Ad-Din Zangi det nordlige Syrien fra byerne Mosul og Aleppo og ønskede at tilføje Damaskus i syd til hans kontrol. I 1144 erobrede Zengi Edessa (Şanlıurfa), som sendte chokbølger til den vestlige verden og førte til Det 2. korstog.
Dette korstog nåede først Jerusalem i 1148, og i mellemtiden var Zangi blevet myrdet i 1146. Han blev efterfulgt af sin søn Nur ad-Din, der var lige så ivrig efter at bringe Damaskus under hans kontrol. For at imødegå dette havde Jerusalem og Damaskus indgået en alliance for deres gensidige beskyttelse. Imidlertid i 1147 indgik Nur ad-Din og Mu'in ad-Din Unur, guvernøren af Damaskus, en alliance mod Jerusalem, da kongeriget allerede havde brudt traktaten ved at slå sig sammen med en af Unurs oprørske vasaller. Balduin marcherede ud fra Jerusalem og forsøgte at indtage den muslimske fæstning Bosra, men Nur ad-Din ankom med sin hær og tvang korsfarerne til at trække sig tilbage. Da korsfarerne marcherede tilbage mod deres eget territorium blev de angrebet af Nur ad-Dins kavaleri, men Balduin 3.'s hærledelse kombineret med hans ridders kampdygtighed formåede at slå det muslimske angreb tilbage. Senere blev Jerusalems våbenhvile med Damaskus genoprettet.

## Det 2. korstog
I 1148 ankom korstoget endelig til Jerusalem, ledet af Ludvig 7. af Frankrig, hans hustru Eleonora af Aquitaine og Konrad 3. af Franken. Balduin afholdt et rådsmøde i Akko i 1148 for at beslutte et mål. Kontrollen over Aleppo i nord ville give korsfarerne mulighed for at genvinde Edessa til kristen kontrol, men at erobre Damaskus i syd ville begrænse zangidenes magt og øge Jerusalems magt og indflydelse. Damaskus blev også betragtet som vigtigere i kristendommens historie end Aleppo og Edessa. Balduin accepterede planen om at angribe Damaskus, men den efterfølgende belejring endte i nederlag efter kun fire dage. Byen faldt under Nur ad-Dins kontrol i 1154, og tabet af en muslimsk modvægt til Nur ad-Din var en diplomatisk katastrofe.
I 1149 var korsfarerne vendt tilbage til Europa og efterlod et svækket Jerusalem. Nur ad-Din udnyttede korsfarernes nederlag og invaderede Antiochia, og Fyrst Raymond blev dræbt i det efterfølgende Slag om Inab. Balduin 3. skyndte sig nordpå for at overtage fyrstedømmets regering. Raymonds hustru Konstance var Balduins fætter gennem hans mor og arving til Antiochia gennem sin fars ret. Balduin forsøgte uden held at gifte hende til en allieret. Også i nord var Balduin ikke i stand til at hjælpe med at forsvare Turbessel, den sidste rest af Grevskabet Edessa, og blev tvunget til at afgive den til den byzantinske kejser Manuel 1 Komnenos i august 1150. Han evakuerede Turbessels katolske kristne indbyggere trods angreb fra Nur ad-Din i Slaget ved Aintab. I 1152 blev Balduin og hans mor opfordret til at gribe ind i en konflikt mellem Balduins tante Hodierna af Tripoli og hendes mand grev Raymond 2. . Da sagen blev afgjort, og Hodierna var ved at vende tilbage til Jerusalem med dem, blev Raymond pludselig myrdet af Assasinere. Balduin blev tilbage for at afgøre Tripolis anliggender, mens Hodierna tog regentskabet for sin unge søn Raymond 3.

## Borgerkrig
I 1152 havde Balduin haft alderen for at have kunnet regeret alene i syv år, og han begyndte at hævde sig i politiske anliggender. Selvom han ikke tidligere havde udtrykt interesse for landets administration, krævede han nu mere autoritet. Han og hans mor var blevet mere og mere fremmedgjorte siden 1150, og Balduin beskyldte konstablen Manasses for at have blandet sig i hans juridiske arv. I begyndelsen af 1152 krævede Balduin en anden kroning fra den katolske patriark af Jerusalem Fulcher, uden sin mor. Patriarken nægtede, og som en slags selvkroning gik Balduin i procession gennem byens gader med en laurbærkrans på hovedet.
Balduin og Melisende blev enige om at stille sagen foran "Haute Cour" det kongelige råd. Haute Cour afgørelse var en opdeling af kongeriget i to administrative distrikter. Balduin ville beholde Galilæa i nord, herunder byerne Akko og Tyrus, mens Melisende havde det rigere Judæa og Samaria, herunder Nablus og Jerusalem selv. Til støtte for Melisende i syd var der Manasses og Balduins yngre bror Amalrik, der holdt Grevskabet Jaffa inden for Melisendes jurisdiktion. Hverken Balduin eller Melisende var tilfredse med beslutningen, da Balduin ønskede at regere over hele kongeriget og indså, at det ville dele landets ressourcer, men for at forhindre en borgerkrig accepterede Melisende kompromiset.
Inden for uger efter delingen iværksatte Balduin en invasion i syd. Manasses blev besejret ved Majdal Yaba og sendt i eksil, og Nablus faldt også hurtigt. For at forhindre yderligere vold åbnede Jerusalem sine porte til Balduin. Melisende og Amalrik søgte tilflugt i Jerusalems citadel . Under hele belejringen forhandlede kirken med Balduin. Den fred, der blev afgjort, gjorde det muligt for Melisende at holde Nablus for resten af hendes liv med en højtidelig ed fra Balduin om ikke at forstyrre hendes fred. Balduin udnævnte sin tilhænger Humfried 2. af Toron som den nye konstabel.
I 1154 blev mor og søn forsonet, da Balduin var klog nok til at indse sin mors ekspertise inden for statskundskab. Han fik magten over sine adelige for at gøre kongeriget stærkere. Selvom hun var "pensioneret", beholdt hun stor indflydelse ved hoffet og i regeringsanliggender, og optrådte som regent for Balduin, mens han var på felttog.

## Genopretning
Under borgerkrigen havde Nur ad-Din haft travlt med at konsolidere sin kontrol over Damaskus efter Mu'in ad-Dins død. Da Syrien var samlet under én hersker, kunne Jerusalem kun udvide sin indflydelse mod syd mod Egypten. Egypten var også svækket af borgerkrig efter en række unge fatimide-kalifer. Omkring 1150 genbefæstede Balduin Gaza for at lægge et vist pres på den nærliggende egyptiske udpost Ashkelon, og i 1153 belejrede Balduin med succes Ashkelon selv. Dette sikrede grænsen til Egypten, skønt den senere ville føre til aggressive felttog mod Jerusalems sydlige grænse. Ashkelon blev føjet til Amalriks len Jaffa, hvilket skabte det dobbelte Grevskab Jaffa og Ashkelon. I 1152 besejrede Balduin også en artukid-invasion af kongeriget fra det nordlige Syrien.
I 1156 blev Balduin tvunget til at underskrive en traktat med Nur ad-Din. I vinteren 1157 – 1158 ledte Balduin imidlertid en ekspedition til Syrien, hvor han belejrede Shaizar. Ekspeditionen blev tvunget til at trække sig tilbage, da der opstod en strid mellem Didrik, greve af Flandern og Renaud de Châtillon, Konstance af Antiochias nye mand, som begge ønskede Shaizar for sig selv. Balduin var imidlertid i stand til at erobre Harem, en tidligere del af Fyrstendømmet Antiochia, og i 1158 besejrede han Nur ad-Din personligt.

## Byzantinsk alliance
Balduins beskedne genopretning gav ham prestige nok til at søge en hustru fra Det Byzantinske Rige. I 1157 sendte han Humfried af Toron til at forhandle med kejser Manuel, og det blev besluttet, at Balduin skulle gifte sig med Theodora, Manuels niece. Alliancen var gunstigere for Byzantium end Jerusalem, da Balduin blev tvunget til at anerkende byzantinsk overherredømme over Antiochia, og hvis Theodora blev enke, ville hun få byen Akko. Selvom Theodora personificerede den byzantinsk-Jerusalemske alliance, skulle hun ikke udøve nogen myndighed uden for Akko. Ægteskabet blev indgået i september 1158, da Balduin var 28 år gammel og Theodora blot 13.
Forholdet mellem Jerusalem og Byzantium blev bedre, og i 1159 mødtes Balduin med Manuel i Antiochia. De to blev venner, og Manuel antog vestlig beklædninger og skikke og deltog i en turnering mod Balduin. Manuel tilså personligt Balduin, da kongen blev kastet af sin hest under turneringen. Senere i 1159 blev Balduin regent over Antiochia igen, efter at Renaud af Châtillon var blevet taget til fange i et slag. Dette fornærmede Manuel, der betragtede Antiochia som kejserligt territorium, og kejseren styrkede sit bånd til fyrstendømmet i 1160 ved at gifte sig med prinsesse Maria, Balduins kusine. Balduin foreslog selv, at Manuel skulle gifte sig med en anden kusine, Melisende af Tripoli, og foretrak ikke at se et så tæt forhold mellem Byzans og Antiochia.

## Død
Dronning Melisende døde i 1161, og Balduin døde i Beirut den 10. februar 1163. Det rygtes, at han var blevet forgiftet i Antiochia af piller, der blev givet til ham af hans syriske-ortodokse læge. "Så snart kongen havde taget pillerne," fortæller Vilhelm af Tyrus, "blev han syg af feber og dysenteri, der udviklede sig til tuberkulose, som der var intet at gøre ved." På vej hjem forblev Balduin i Tripoli i et par måneder, og fortsatte derefter til Beirut, hvor han omsider bukkede under for sin sygdom. Som Vilhelm fortæller: "I otte på hinanden følgende dage, mens begravelsesprocessen bevægede sig fra Beirut til Jerusalem, var jammeren uhindret, og sorgen blev fornyet næsten hver time." Theodora, nu enkedronning, trak sig tilbage til Akko. Hun var stadig blot 16 år gammel, og deres ægteskab havde været barnløst. Balduin blev efterfulgt af sin bror, Amalrik 1..

## Personlig beskrivelse
Vilhelm af Tyrus kendte Balduin personligt og giver en lang beskrivelse af kongen:
| “ | …Han var højere end gennemsnittet, men hans legemsdele var så velproportionerede til hans højde, at intet træk så ud til ikke at passe med hele kroppen. Hans træk var kønne og fine, hans hudfarve var rødmosset, et bevis på medfødt styrke…Hans øjne var af mellemstørrelse, ret fremtrædende og funklende. Han havde fladt gulligt hår og havde temmelig meget skæg på kinderne og hagen. Han var ret kraftig, dog kunne han ikke kaldes for kødfuld som sin bror, eller mager som sin mor… | ” |

Balduin var veluddannet, veltalende og usædvanligt intelligent. I modsætning til sin far havde han en fremragende hukommelse. Han tilbragte meget af sin fritid med at læse historie og var kyndig i kongerigets jus consuetudinarium (sædvaneret), som senere blev indsamlet af jurister som Johannes af Ibelin og Filip af Novara som "Jerusalems assiser". Han respekterede kirkens ejendom og bebyrdede dem ikke med skatter. Han var venlig mod folk af alle klasser, og "tilbød frivilligt enhver, der ønskede det, eller som han tilfældigt mødte, en mulighed for at tale med ham. Hvis der blev anmodet om et publikum, nægtede han det ikke. "Som ung mand nød han terningspil og andre spil og havde affærer med gifte kvinder, men som voksen "ændredes han til det bedre", som Vilhelm siger, og forblev tro over for Theodora. Han var populær og respekteret af alle sine undersåtter og havde endda sin fjende Nur ad-Dins respekt, og han sagde om Balduins død, "frankerne har mistet en sådan prins, som verden nu ikke har flere af."